# 白丹措姆
白丹措姆（1973年—），西藏错那人，门巴族，中华人民共和国政治人物、第十一届全国人民代表大会西藏地区代表。
毕业于中共湖南省委党校经济学专业，是中国共产党党员。担任西藏自治区山南地区错那县麻玛乡副乡长。2008年起担任全国人大代表。